# Grabowiec (powiat hajnowski)

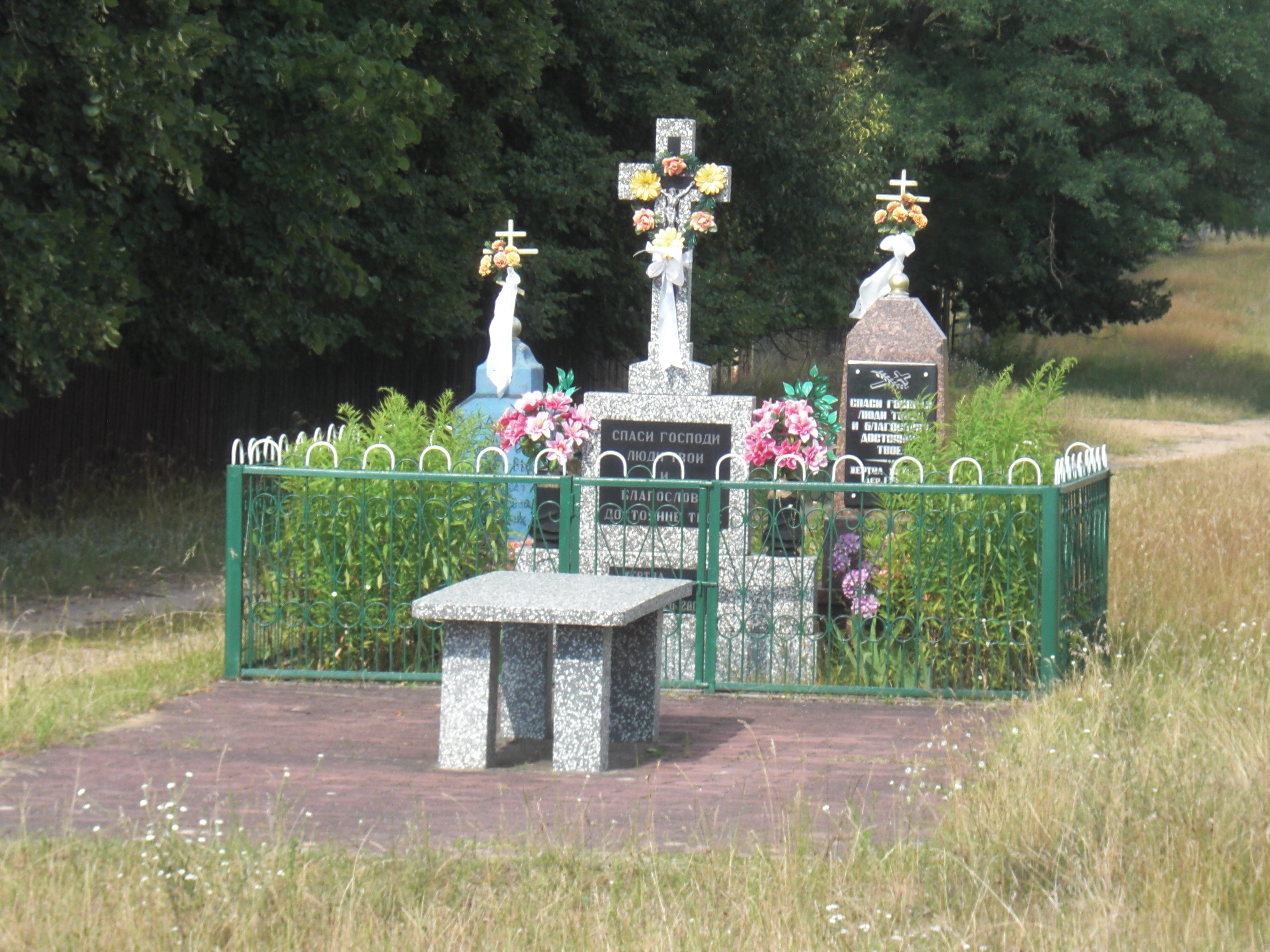
Prawosławne krzyże wotywne

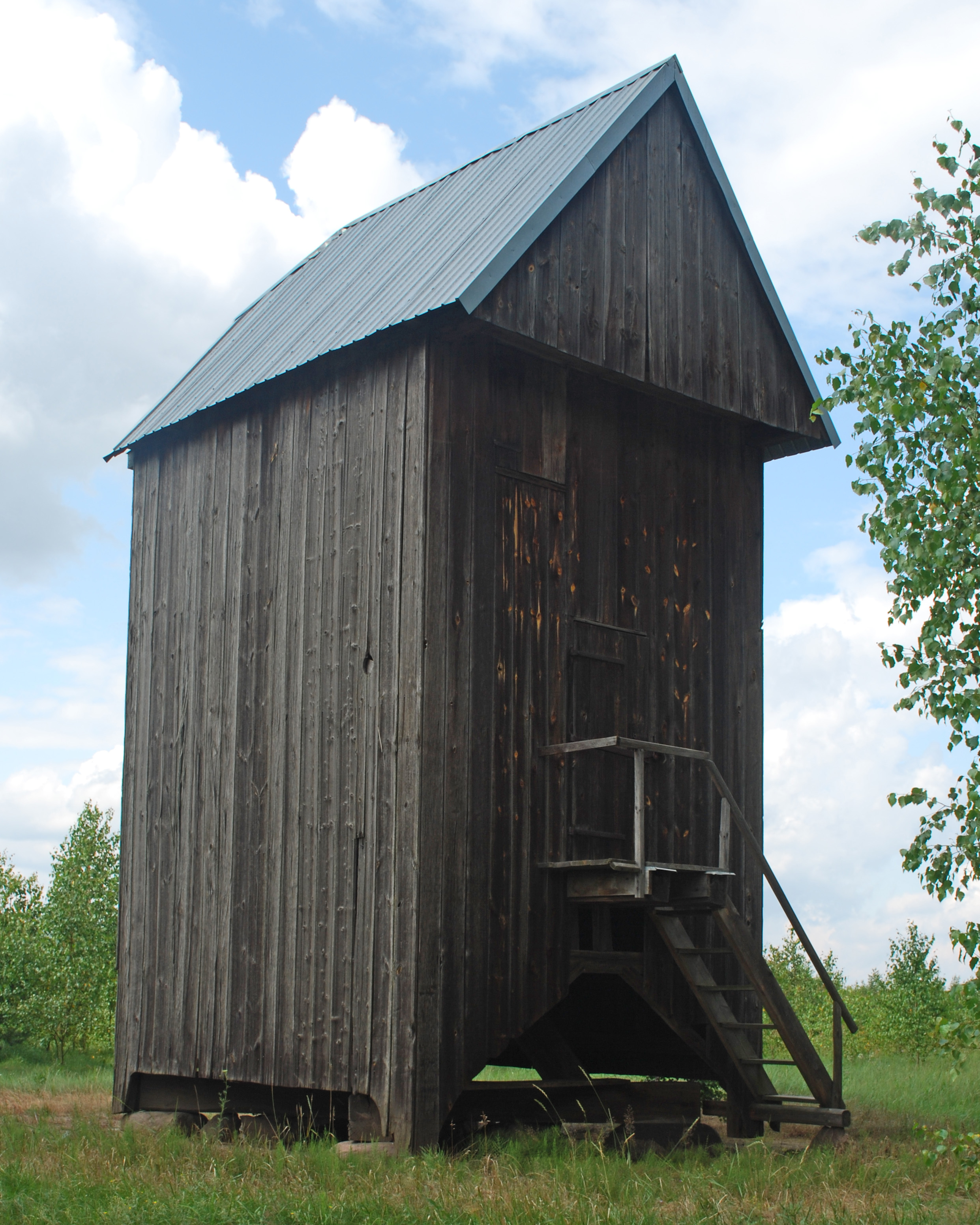
Wiatrak koźlak

Grabowiec – wieś w Polsce położona w województwie podlaskim, w powiecie hajnowskim, w gminie Dubicze Cerkiewne. Liczy 144 domy i jest największą wsią w gminie.
Wieś królewska starostwa kleszczelowskiego w ziemi bielskiej województwa podlaskiego w 1795 roku. W latach 1975–1998 miejscowość należała administracyjnie do województwa białostockiego.
Wieś w 2011 roku zamieszkiwało 275 osób.
Prawosławni mieszkańcy wsi należą do parafii Opieki Matki Bożej w Dubiczach Cerkiewnych, a wierni kościoła rzymskokatolickiego do parafii św. Zygmunta w Kleszczelach.

## Historia
Wieś została założona w XVI wieku. Około 1560 roku została osadzona na 60 włókach. Wieś wzmiankowana jest w 1568 roku, kiedy to król Zygmunt August, przekazując miasto Kleszczele z przedmieściami w dzierżawę podkomorzemu drohickiemu Stanisławowi Chądzynskiemu, dołączył do dzierżawy 6 wsi starostwa bielskiego: Żarywiec (Dubicze Cerkiewne), Obychodnik (Grabowiec), Czochy (Czechy Orlańskie), Jelonkę, Suchą Wolę (Suchowolce) i Rudę (Rutkę). Te przyłączone wsie tworzyły wołoszcz kleszczelską.
Podczas potopu szwedzkiego wieś została zniszczona, po czym ponownie została zasiedlona. Od XVII wieku mieszkańcy wsi odrabiali pańszczyznę na folwarku Czechy. W 1790 roku wieś liczyła 68 domów.
W okresie międzywojennym wieś należała do gminy Orla.
Według spisu ludności z 30 września 1921 roku w Grabowcu mieszkało 385 osób w 78 domach, 384 osób podało narodowość białoruską, 1 osoba podała narodowość polską. 385 osób było wyznania prawosławnego. Nie było przedstawicieli innych religii. W 1927 roku we wsi pojawili się baptyści, a w 1928 roku – zielonoświątkowcy.

## Zabytki
- wiatrak koźlak, 1936, nr rej. 544 z 21.11.1983[12].

## Urodzeni w Grabowcu
- Herman Szymaniuk – białoruski partyzant i działacz komunistyczny, współorganizator Bractwa Włościan Białorusinów